# Axl Rose
W. Axl Rose (Lafayette, Indiana, 6 de febrer de 1962) és un compositor i intèrpret de música rock estatunidenc, que va assolir la popularitat després d'integrar-se i triomfar amb el grup Guns N' Roses. Amb una veu distintiva i potent d'ampli abast, amb més de 5 octaves, Rose ha estat considerat un dels millors vocalistes de tota la història per diversos mitjans especialitzats, inclosos Rolling Stone, NME i Billboard.

## Biografia

### Joventut
Axl Rose, va néixer a Lafayette, Indiana, el 6 de febrer de 1962; fill de L. Stephen i Shanon Bailey. Va créixer creient que Stephen era el seu pare biològic, però en realitat era el seu padrastre. Durant aquesta etapa, va patir abús sexual infantil per part del seu pare biològic i maltractament físic del seu padrastre, del qual també van ser víctima els seus germans. Als 17 anys va descobrir que el seu pare biologic en realitat era un jove que es deia William Bruce Rose. A partir d’aquell moment va decidir canviar-se de nom, cosa que no va poder fer a causa de problemes econòmics, així que va decidir fer-li una modificació al seu nom: ja no seria William Bailey, a partir d'aquest moment seria W. Axl Rose. Axl prové d'una de les bandes de la joventut d'ell i Rose era el cognom del seu pare biològic. És interessant el fet que el seu primer nom sigui únicament la lletra W, però, segons ell, va decidir posar-ho així per la seva mare.
Va créixer en un estat del Mig Oest nord-americà i en un ambient familiar profundament religiós i violent, cantava en el cor de l'escola parroquial, encara que unes cançons d'estil molt diferent a les que anys més tard el portarien a la fama. Ja des de mitjans dels 70, la seva personalitat rebel s'aniria forjant: li encantava escoltar a bandes com Aerosmith, Queen, Rolling Stones i Led Zeppelin, entre d'altres, i a l'escola, quan li preguntaven què volia ser de gran, ell ho tenia molt clar: estrella del rock. Allà, i amb un dels seus pocs amics d'infància, Izzy Stradlin, va formar un grup en què tocaven heavy metal. Tot això en un Estat on la música country era la preferida.
En seu estat natal, Indiana, va ser precisament arrestat en més de 20 ocasions, complint en total uns tres mesos de reclusió, la majoria dels casos era per beure al carrer (cosa penada a Indiana, tot i que temps després ell diria que els policies del seu poble el van arrestar sent innocent la majoria de les vegades). La seva relació amb els seus pares es va anar deteriorant, fins que va marxar a Los Angeles, com poc abans havia fet el seu amic Izzy Stradlin, amb el qual formaria la banda Hollywood Rose.

### Guns'N'Roses
Després d'un temps, Axl Rose va abandonar Hollywood Rose per sumar-se a L.A. Guns i Izzy es va unir a London. Més tard, Izzy es va sumar a L.A. Guns juntament amb Axl Rose, que en conèixer a Slash, Steven Adler i Duff McKagan van formar Guns N' Roses. Després que la banda tingués la seva formació definitiva, traurien un EP en directe titulat "Live ?!*@ Like a Suicide", amb només 4 temes, dels quals un és una versió d'Aerosmith ("Mama Kin"). Temps després d'haver tret l'EP, el cap de Geffen Records va sentir aquesta demostració i va fer que Guns N' Roses arribés a la fama. Després vindrien els grans èxits de la banda amb Appetite for Destruction, i és llavors quan Steven Adler se'n va de GNR i entra Matt Sorum al seu lloc. En l'època de Use Your Illusion I i Use Your Illusion II, Axl va tenir un problema per aparèixer en un recital amb una samarreta amb la cara de Charles Manson, a la qual cosa Axl va declarar que era perquè li agradava, i no perquè estigués d'acord amb els crims de Manson, que creia que ell era un gran músic i li semblava una persona interessant més enllà dels assassinats. Es pot veure una mica de Manson en GNR, el disc G N' R Lies té força semblant al primer disc de Manson, Lies, i també en l'àlbum "The Spaghetti Incident?", En l'últim tema, «I don't care about you», té una pista oculta, «Look at your game, girl», composta per Charles Manson. Després, enmig d'una de les gires, el guitarrista Izzy Stradlin se'n va de Guns N' Roses i entra Gilby Clarke al seu lloc. Temps després, Guns N' Roses se separa i torna el 1998 només amb Axl Rose per reformar Guns N' Roses.
D'aquesta data fins al 2008 va aconseguir gravar el nou àlbum de la banda, Chinese Democracy, que va ser publicat el 23 de novembre de 2008 després 15 anys d'inactivitat. Després d'un període sense haver fet més gires, va tornar per promocionar el seu nou àlbum, Chinese Democracy, que va incloure la gira per Sud-amèrica, entre altres continents.

## Discografia
Guns N' Roses
- 1986: Live ?!*@ Like a Suicide
- 1987: Appetite for Destruction
- 1988: G N' R Lies
- 1991: Use Your Illusion I
- 1991: Use Your Illusion II
- 1993: "The Spaghetti Incident?"
- 1999: Live Era: '87-'93
- 2004: Greatest Hits
- 2008: Chinese Democracy

Col·laboracions
- 1989: Fire And Gasoline de Steve Jones
- 1994: Pawnshop Guitars de Gilby Clarke
- 1999: Anxious Disease (The Outpatience)
- 2007: Angel Down de Sebastian Bach

## Videografia
- 1987: "Welcome to the Jungle"
- 1987: "Sweet Child O' Mine"
- 1988: "Paradise City"
- 1989: "Patience"
- 1991: "You Could Be Mine"
- 1991: "Estoy Drogado"
- 1992: "Live And Let Die"
- 1992: "November Rain"
- 1992: "Yesterdays"
- 1992: "The Garden"
- 1993: "Dead Horse"
- 1993: "Fuck the police"
- 1993: "Estranged"
- 1994: "Since I Don't Have You"
- 2000: "Welcome To The Jungle" (LIVE ERA 87-93)
- 2000: "It's So Easy" (LIVE ERA 87-93)